# Ivan Prtajin
Ivan Prtajin (Zadar, 14 mei 1996) is een Kroatisch voetballer die als aanvaller voor FC Schaffhausen speelt.

## Carrière
Ivan Prtajin speelde in de jeugd van NK Arbanasi, Tresnjevka Zagreb, NK Zagreb en het Italiaanse Udinese. Bij deze club zat hij in het seizoen 2014/15 eenmaal op de bank bij het eerste elftal, maar speelde alleen in het tweede elftal. In 2017 vertrok hij naar HNK Hajduk Split, waar hij tot 2019 vooral in het tweede elftal speelde. Met dit elftal promoveerde hij in zijn eerste seizoen van de 3. HNL naar de 2. HNL, het tweede niveau van Kroatië. Hij speelde in de drie seizoen dat hij er onder contract stond slechts één wedstrijd voor het eerste elftal van Split, een invalbeurt in de 90+1e minuut in de met 1-2 gewonnen uitwedstrijd tegen NK Slaven Belupo Koprivnica. In het seizoen 2017/18 werd hij de tweede seizoenshelft verhuurd aan NK Dugopolje. In 2019 tekende Prtajin na een succesvolle proefperiode een contract bij Roda JC Kerkrade. Hij veroverde geen basisplaats bij Roda, en in zijn invalbeurten wist hij nooit te scoren. In 2020 vertrok hij naar het Zwitserse FC Schaffhausen.

### Statistieken

#### Beloften
| Seizoen                       | Club                | Land            | Competitie      | Competitie | Competitie | Beker | Beker | Totaal | Totaal |
| Seizoen                       | Club                | Land            | Competitie      | Wed.       | Dlp.       | Wed.  | Dlp.  | Wed.   | Dlp.   |
| ----------------------------- | ------------------- | --------------- | --------------- | ---------- | ---------- | ----- | ----- | ------ | ------ |
| 2016/17                       | HNK Hajduk Split II | Kroatië         | 3. HNL          | ?          | ?          | –     | –     | ?      | ?      |
| 2017/18                       | HNK Hajduk Split II | Kroatië         | 2. HNL          | 13         | 2          | –     | –     | 13     | 2      |
| 2018/19                       | HNK Hajduk Split II | Kroatië         | 2. HNL          | 12         | 6          | –     | –     | 12     | 6      |
| Totaal beloften               | Totaal beloften     | Totaal beloften | Totaal beloften | 25         | 8          | 0     | 0     | 25     | 8      |
| Bijgewerkt op 4 december 2020 |                     |                 |                 |            |            |       |       |        |        |

#### Senioren
| Seizoen                       | Club             | Land            | Competitie       | Competitie | Competitie | Beker | Beker | Totaal | Totaal |
| Seizoen                       | Club             | Land            | Competitie       | Wed.       | Dlp.       | Wed.  | Dlp.  | Wed.   | Dlp.   |
| ----------------------------- | ---------------- | --------------- | ---------------- | ---------- | ---------- | ----- | ----- | ------ | ------ |
| 2014/15                       | Udinese          | Italië          | Serie A          | 0          | 0          | 0     | 0     | 0      | 0      |
| 2016/17                       | HNK Hajduk Split | Kroatië         | 1. HNL           | 1          | 0          | 0     | 0     | 1      | 0      |
| 2017/18                       | HNK Hajduk Split | Kroatië         | 1. HNL           | 0          | 0          | 0     | 0     | 0      | 0      |
| 2017/18                       | → NK Dugopolje   | Kroatië         | 2. HNL           | 13         | 4          | 0     | 0     | 13     | 4      |
| 2019/20                       | Roda JC Kerkrade | Nederland       | Eerste divisie   | 17         | 0          | 2     | 0     | 19     | 0      |
| 2020/21                       | FC Schaffhausen  | Zwitserland     | Challenge League | 9          | 4          | 1     | 0     | 10     | 4      |
| Totaal senioren               | Totaal senioren  | Totaal senioren | Totaal senioren  | 40         | 8          | 3     | 0     | 43     | 8      |
| Carrièretotaal                | Carrièretotaal   | Carrièretotaal  | Carrièretotaal   | 65         | 16         | 3     | 0     | 68     | 16     |
| Bijgewerkt op 4 december 2020 |                  |                 |                  |            |            |       |       |        |        |